# Jánovce (Trnava)
Jánovce é um município da Eslováquia, situado no distrito de Galanta, na região de Trnava. Tem 3,59 km² de área e sua população em 2018 foi estimada em 495 habitantes.

## Demografia
| Ano:        | 1994 | 2004   | 2014   | 2024   |
| ----------- | ---- | ------ | ------ | ------ |
| Broj ljudi: | 421  | 449    | 492    | 515    |
| Razlika:    |      | +6,65% | +9,57% | +4,67% |

| Ano:               | 2023 | 2024   |
| ------------------ | ---- | ------ |
| Número de pessoas: | 511  | 515    |
| Diferença:         |      | +0,78% |